# Ключевая улица (Салават)
Ключева́я улица (башк. Асҡыс урамы) — улица в центре города Салавата.

## История
Застройка улицы началась в 1966 году.
Улица застроена в основном кирпичными 2—3-этажными домами.
На месте улицы в 50-х годах был овраг, тянущийся до реки Белой, в котором протекал ручей и били родники.
В 2012 году на улице был построен новый Дворец спорта.

## Трасса
Ключевая улица начинается от улицы Пархоменко и заканчивается у Октябрьской улицы.

## Транспорт
По улице маршрутные такси и автобусы не ходят.

## Учреждения
БАСКО-ЛТД, финансы, лизинг. Салават г., Ключевая улица, 12

## Примечательные здания
- Стадион[2]
- Парк культуры и отдыха
- Больничные корпуса

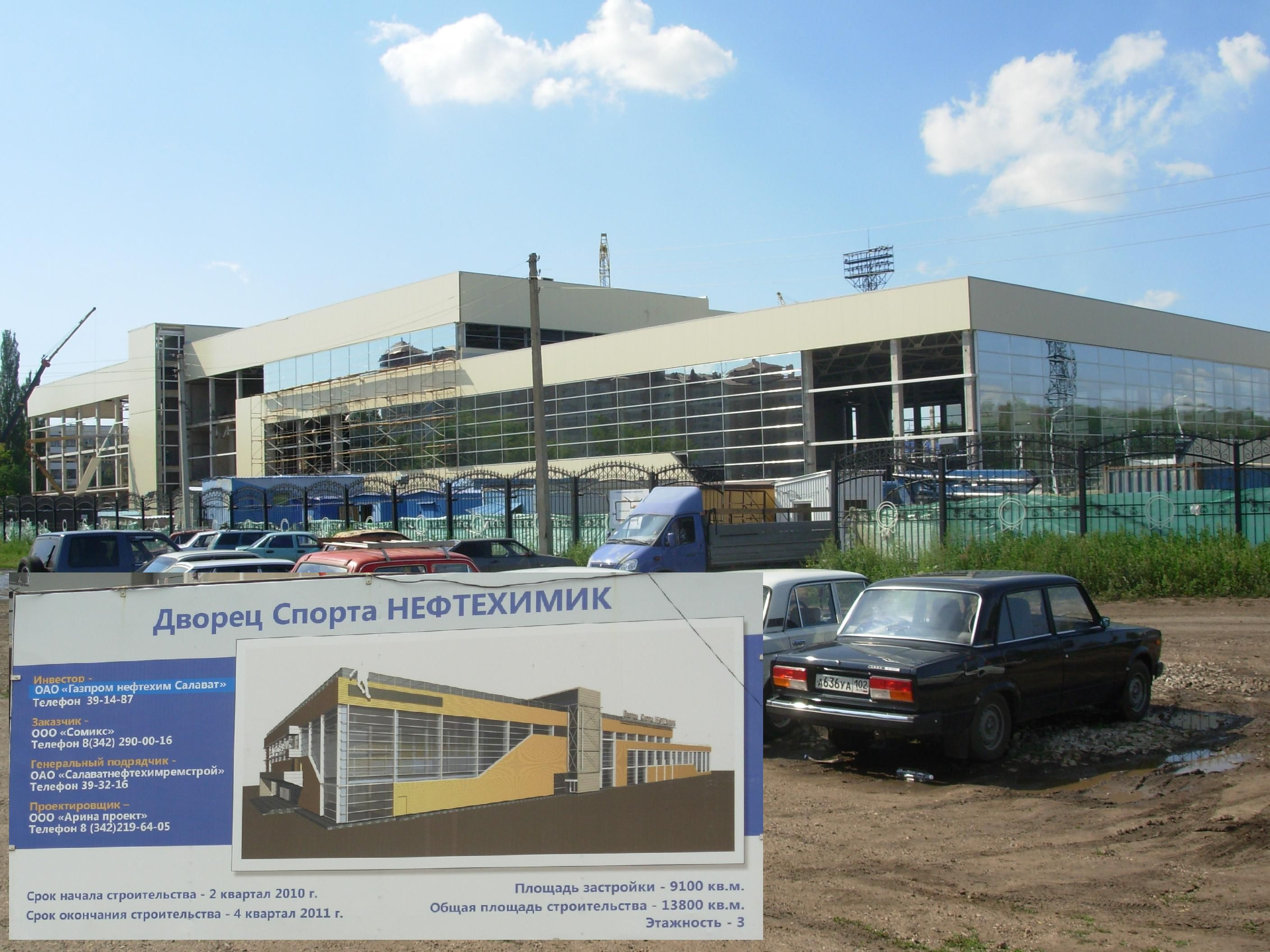
Строительство Дворца спорта на улице Ключевая

- Спортивный комплекс (Ключевая ул., д. 1)[3]